# Palatigum
Palatigum is een geslacht van kreeftachtigen uit de klasse van de Malacostraca (hogere kreeftachtigen).

## Soort
- Palatigum trichostoma Davie, 1997